# Rush Limbaugh

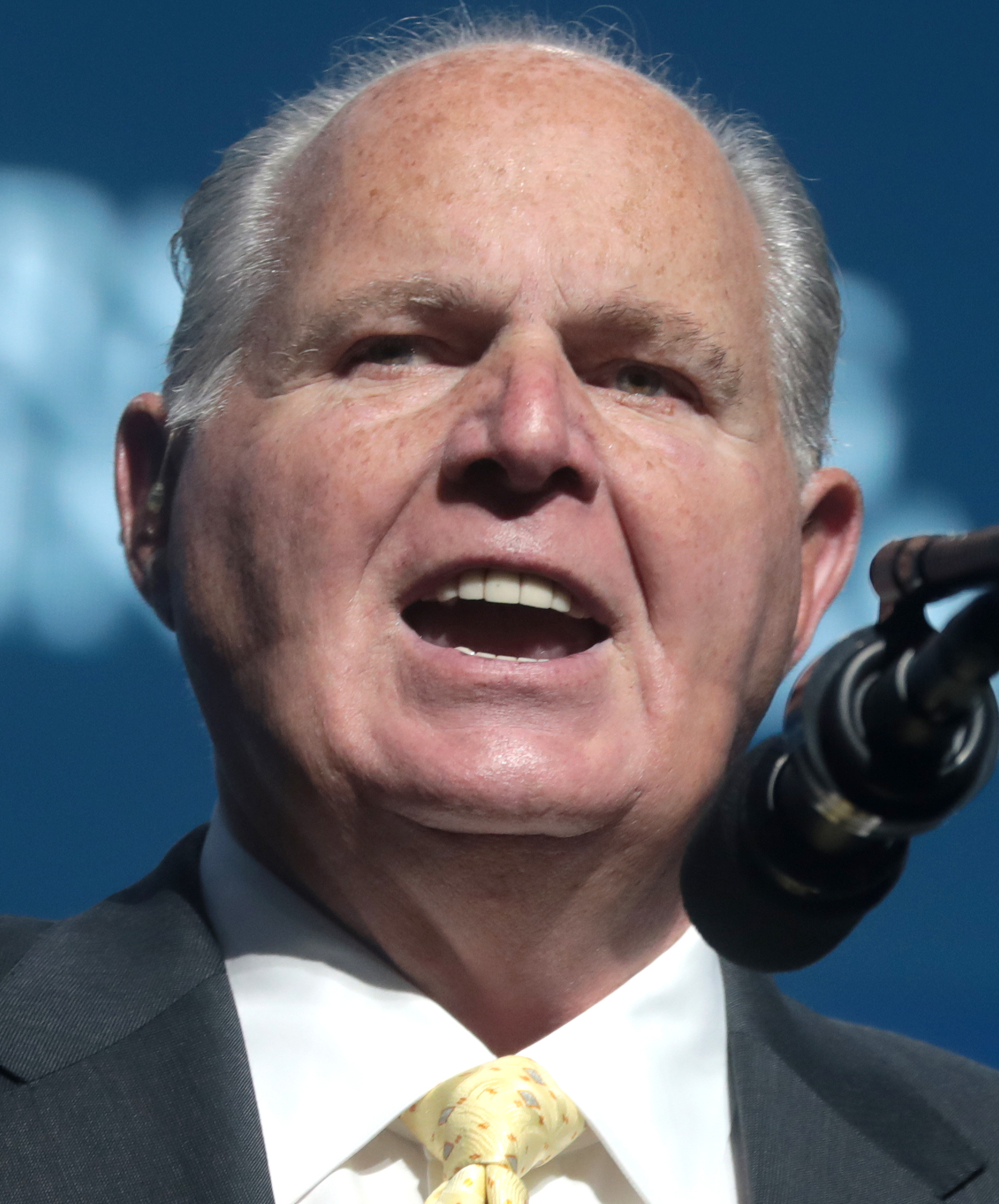
Rush Limbaugh (2019)

Rush Hudson Limbaugh III ([ˈlɪmbɔː]; * 12. Januar 1951 in Cape Girardeau, Missouri; † 17. Februar 2021 in Palm Beach, Florida) war ein rechtskonservativer US-amerikanischer Radiomoderator, Entertainer und Moderator der The Rush Limbaugh Show. Seine Sendung wurde seit August 1988 landesweit ausgestrahlt; 2005 hatte sie nach einer Arbitron-Umfrage zwischen 14 und 20 Millionen Zuhörer pro Woche. Innerhalb des Segments Talk radio war damit seine Zuhörerschaft die größte in den USA. Limbaugh galt neben Sean Hannity als einer der einflussreichsten Vertreter der New Right in den Massenmedien.
Der als erzkonservativ eingeschätzte Limbaugh war ein großer Unterstützer des US-Präsidenten Donald Trump und galt als eine der einflussreichsten Medienpersönlichkeiten der US-Geschichte. Er hatte ein wöchentliches Publikum von ca. 15 Mio. Zuhörern und hatte großen Einfluss auf die republikanische Partei. Er war bekannt dafür, rechtskonservative Positionen zu vertreten, Verschwörungstheorien zu verbreiten und Kritik an Liberalen, Demokraten, Feministen und Umweltaktivisten zu üben. Er galt als polarisierende und spaltende Persönlichkeit, der unter anderem Sexismus und Rassismus vorgeworfen wurden, und war Anhänger der rassistischen Birther-Bewegung. Aufgrund seiner Äußerungen zu Rassismus, LGBTQ-Angelegenheiten und Feminismus und weiteren Themen war er stark umstritten, zudem leugnete er den Klimawandel.

## Leben

### Familie
Rush Limbaugh wurde in Cape Girardeau, Missouri, als Sohn von Mildred „Millie“ Carolyn (geb. Armstrong), und Rush Hudson Limbaugh jr. geboren. Sein Vater war Rechtsanwalt und Kampfflieger im Zweiten Weltkrieg, der im Gebiet China-Burma-Indien diente. Der Vorname „Rush“ erinnert an den Geburtsnamen des Familienmitglieds Edna Rush. In seiner Familie gibt es etliche Juristen, neben seinem Vater auch sein Großvater und sein Bruder David. Sein Onkel Stephen N. Limbaugh sr. ist ein von Ronald Reagan ernannter Bundesrichter an einem Bezirksgericht in Missouri, und sein Cousin Stephen N. Limbaugh jr. ist Richter am Obersten Gerichtshof von Missouri. Großvater Rush Limbaugh sr. war in Missouri Staatsanwalt, Richter, Sonderbevollmächtigter und von 1930 bis 1932 Abgeordneter im Repräsentantenhaus von Missouri. Limbaughs Großvater war hoch angesehen als einer der „Patriarchen“ der Gesellschaft von Cape Girardeau und langjähriger Vorsitzender der Historischen Gesellschaft von Missouri. Als Rush sr. im Alter von 104 Jahren starb, war er noch immer als Anwalt tätig. Das Gebäude des Bundesgerichts in Cape Girardeau ist nach ihm benannt.
Limbaugh war seit 2010 in vierter Ehe mit der Eventmanagerin Kathryn Rogers verheiratet. Er hatte keine Kinder. Am 3. Februar 2020 informierte er die Öffentlichkeit über seine fortgeschrittene Lungenkrebserkrankung.

### Frühe Jahre
Limbaugh begann seine Radiokarriere als Jugendlicher 1967 in seiner Heimatstadt Cape Girardeau unter dem Namen Rusty Sharpe. Er schloss die Cape Central High School 1969 ab. Auf Wunsch seiner Eltern schrieb er sich an der Southeast Missouri State University ein. Nach zwei Semestern brach er sein Studium ab; seine Mutter sagte, „he flunked everything“ (er fiel bei allem durch), sogar eine Veranstaltung zum modernen Tanz. Wie er 1992 einem Reporter sagte, „schien er an nichts anderem als Radio interessiert zu sein“.
Anschließend moderierte er Musikprogramme bei wechselnden Radiostationen unter dem Pseudonym Jeff Christie. 1979 begann er für einige Jahre für das Baseball-Team der Kansas City Royals zu arbeiten.

### Beginn der Radiokarriere

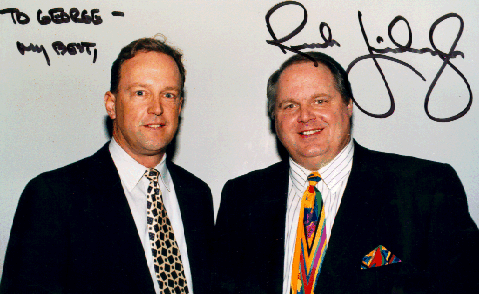
Rush Limbaugh (r.) mit dem Abgeordneten George Radanovich (R) (vor 1997)

1984 begann Limbaugh als regelmäßiger Talkshow-Host beim Mittelwellensender KFBK in Sacramento, Kalifornien. Davor hatte er bei einer Reihe kleiner Sender hauptsächlich Musiksendungen moderiert. Die Show war auch ein Grund, dass Mittelwellensender sich zu einem Nachrichten- und Gesprächsmedium wandelten, als in den 1970er-Jahren die Zahl der Zuhörer sank. Der Aufstieg von Rush Limbaugh und seiner rechtskonservativen Show fiel zudem zusammen mit einer Gesetzesänderung im US-Medienrecht. Bis 1987 waren US-amerikanische Radiosender verpflichtet, eine ausgeglichene politische Berichterstattung zu bieten. Die „Fairness Doctrine“, eine Vorschrift von 1949, wurde unter Präsident Reagan 1987 abgeschafft. Bis dahin musste, wenn in einem Medium ein konservativer Standpunkt vertreten wurde, eine progressive bzw. liberale Haltung dagegen gestellt werden (und umgekehrt). Auch vorher gab es daher konservative Talkformate, jedoch war es bis dahin nicht möglich gewesen, einem ideologisch komplett einseitigen Programm mit einer homogenen Zielgruppe soviel Raum zu geben.
Kritiker beklagen seither oft die mangelnde Balance zwischen rechtskonservativen und linken bzw. liberalen Standpunkten in den meisten Talkshows im US-Radio, namentlich bei Limbaugh. Limbaugh entgegnete darauf, dass Zeitungen und Fernsehen (mit Ausnahme von Fox News) seiner Auffassung nach linke bzw. „liberale“ Positionen massiv bevorzugten, die aber nicht der Meinung der Bevölkerung entsprächen, weshalb er mit seiner Sendung ein Gegengewicht darstelle und nicht etwa rechts stehe, sondern für die Mehrheit spreche. Er war dabei einer der ersten, die „liberal“ konsequent als Schimpfwort benutzten, ähnlich wie später Glenn Beck, Sean Hannity und andere. Wurden ihm Falschaussagen und Tatsachenverdrehungen nachgewiesen, so behauptete Limbaugh meist, eben kein neutraler Reporter zu sein, sondern bezeichnete sich als Unterhalter (Entertainer), der natürlich nicht beanspruche, Fakten wiederzugeben. Nach Angaben der Medienforscherin Allison Schafer von der American University in Washington, D.C. bestand die Zielgruppe von Limbaugh dabei aus Zuhörern, die mehrheitlich männlich, weiß, konservativ, gering gebildet und bereits recht alt sind.

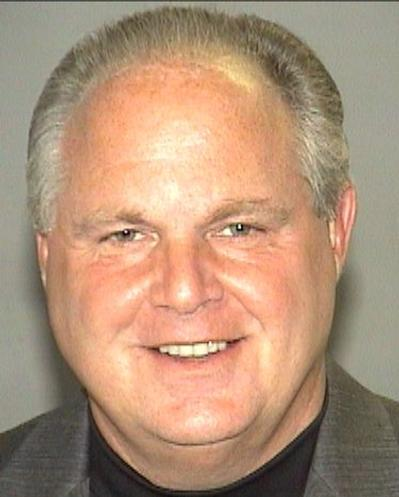
Limbaughs Polizeifoto nach der Festnahme 2006

Aufsehen erregte im Oktober 2003 seine Oxycontin-Sucht. In Deutschland wird der Wirkstoff Oxycodon als Schmerzmittel unter dem Handelsnamen Oxygesic verkauft und fällt unter das Betäubungsmittelgesetz. Ähnlich ist die Rechtslage in den USA. Die Staatsanwaltschaft ermittelte gegen Limbaugh wegen des Verdachtes, sich bei mehreren Ärzten Verschreibungen für das Schmerzmittel erschlichen zu haben, was dieser aber abstritt. Im April 2006 wurde das Verfahren nach einem Vergleich unter der Bedingung eingestellt, dass Limbaugh die entstandenen Kosten der Ermittlungen von US$ 30.000 bezahlen und sich von einem Arzt wegen seiner Sucht behandeln lassen musste. Vor der Enthüllung seiner eigenen Sucht hatte Limbaugh in seiner Sendung regelmäßig Drogenabhängige moralisch verdammt und hohe Gefängnisstrafen für Drogensüchtige gefordert.

### The Rush Limbaugh Show

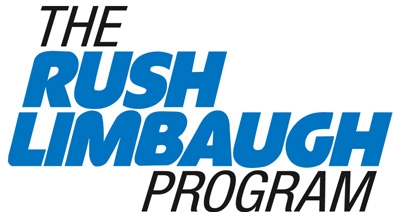
Logo für The Rush Limbaugh Show

Zunächst in einem lokalen Sender produziert, avancierte die Rush Limbaugh Show zu einer der meistgehörten Talkshows im US-Radio. Verbreitet wurde sie vom Programmvermarkter des größten Radiokonzernes des Landes, Premiere Radio Networks.
1988 verließ Limbaugh mit seiner Show KFBK Sacramento und ging zum US-weit operierenden ABC Radio Network, was seine Bekanntheit noch deutlich erhöhte. "The Rush Limbaugh Show" wurde zu einem der ersten landesweit ausgestrahlten Programme seiner Art. Seine Show mit einem strikt einseitigen konservativen Tenor fand Dutzende Nachahmer in den USA. Zusätzlich wurden 1996 durch eine Änderung im Telekommunikationsgesetz die Besitzbeschränkungen für Radio- und Fernsehsender weitgehend aufgehoben, was große Konzerne begünstigte, bei denen Rush Limbaugh, Sean Hannity und andere unter Vertrag sind.
Anfang Juli 2008 wurde bekannt, dass Limbaugh den Arbeitsvertrag mit seinem Arbeitgeber, dem Unternehmen Premiere Radio Networks, das zum größten US-Medienkonglomerat iHeart Media gehört, bis 2016 verlängert hatte und dafür insgesamt mehr als 400.000.000 Dollar erhält. Nach den 12-Uhr-Nachrichten redet Limbaugh drei Stunden lang „vornehmlich über Politik, über die Welt, das Leben, gerne über sich selbst“.

### Tod
Limbaugh machte im Februar 2020 öffentlich, dass er an fortgeschrittenem Lungenkrebs litt. Daraufhin erhielt er einen Tag später vom US-Präsidenten Trump – und entgegen den üblichen Gepflogenheiten bei der Verleihung – die Presidential Medal of Freedom, die höchste zivile Auszeichnung der USA. Am 17. Februar 2021 starb Limbaugh an den Folgen seiner Lungenkrebserkrankung.
Limbaugh war Zigarrenliebhaber und setzte sich lange Zeit für den Tabakkonsum ein. Nach eigenen Angaben begann er zudem als Teenager mit dem Zigarettenrauchen, gab dies aber Anfang der 1980er Jahre wieder auf. Im Jahr 2015 stellte er den Zusammenhang zwischen Rauchen und Krebs in Frage.

## Ansichten
In seinem ersten Buch The Way Things Ought To Be bekannte sich Limbaugh dazu, ein Konservativer zu sein, und kritisierte das Verhalten anderer TV- und Radio-Moderatoren, jede politische Voreingenommenheit abzustreiten und zu behaupten, objektiv zu sein. Limbaugh war ein entschiedener Kritiker von Mitgliedern des moderaten, „linken“ Flügels innerhalb der Republikanischen Partei, wobei er diese für den Wahlsieg Barack Obamas bei den Präsidentschaftswahlen 2008 verantwortlich machte, und sie dazu aufforderte, die Republikanische Partei zu verlassen.
Im Zuge der Präsidentschaftswahl in den Vereinigten Staaten 2012 profilierte sich Limbaugh als die neben Glenn Beck wohl prominenteste Stimme der rechten Tea-Party-Bewegung.
Die Washington Post schrieb in einem Nachruf, dass Limbaugh „mit komödiantischem Bombast und unerbittlichem Bashing von Liberalen, Feministinnen und Umweltschützern zum populärsten Radio-Talkshow-Moderator der Nation“ wurde und die Republikanische Partei zu einer „Politik der Wut und Blockade“ geführt habe.

### Außenpolitik
Gemäß seinen neokonservativen Ansichten befürwortete Limbaugh eine interventionistische Außenpolitik, forderte eine möglichst umfangreiche Unterstützung der USA für Israel und kritisierte die seiner Ansicht nach zu antiisraelische Politik der Demokratischen Partei und der Obama-Regierung. Er war ein Befürworter sämtlicher unter der Regierung George W. Bushs begonnenen Kriegseinsätze einschließlich des zweiten Irakkriegs.

### Drogenpolitik
Limbaugh kritisierte die seiner Ansicht nach zu lasche Gesetzgebung und Strafverfolgung in den USA gegenüber Drogenkriminalität. Er vertrat die Ansicht, dass die Strafverfolgung von Drogendelikten besonders gegenüber weißen US-Amerikanern zu lax sei. Limbaughs Aussagen zu Drogenkonsum wurden von zahlreichen Medien hervorgehoben, nachdem er 2003 selbst in einer Drogenrehabilitationseinrichtung war.

### Feminismus
Limbaugh war ein entschiedener Kritiker des Feminismus. Er machte den Begriff „Feminazi“ populär, dessen Kreation er dem Wirtschaftswissenschaftler Tom Hazlett zuschrieb und den er als Bezeichnung für besonders intolerante und auf die Entkriminalisierung von Abtreibungen fokussierte Feministen verwendete:

„Ich bevorzuge es, die widerwärtigsten unter den Feministen als das zu bezeichnen, was sie wirklich sind: Feminazis. Tom Hazlett, ein guter Freund von mir und ein geachteter und hochangesehener Professor für Wirtschaftswissenschaften an der University of California at Davis, prägte diesen Begriff zur Bezeichnung von Frauen, die intolerant gegenüber jedweder Ansicht sind, die militanten Feminismus infrage stellt. Ich gebrauche ihn häufig als eine Bezeichnung für Frauen, die davon besessen sind, einen modernen Holocaust fortbestehen zu lassen: Abtreibung.“

Limbaugh lehnte das Konzept der Einwilligung (consent) in sexuellen Beziehungen ab.

### Umwelt und Klimawandel
Limbaugh war seit ca. Ende der 1980er Jahre unter konservativen Radiomoderatoren die treibende Figur im Kampf gegen den Umweltschutz und war bekannt dafür, „Umweltspinner“ (“environmental wackos”) und vor allem Al Gore zu verunglimpfen. Dem allgemeinen Trend im konservativen Spektrum der US-Politik folgend machte er dabei den Klimawandel zu seinem Lieblingsziel.
Limbaugh war bekennender Klimaleugner. Er lehnte den wissenschaftlichen Konsens über den menschengemachten Klimawandel und den Zusammenhang zwischen FCKW und dem Abbau der Ozonschicht ab. Er sagte, dass Klimawissenschaft „nur ein Haufen Wissenschaftler ist, die sich um eine politische Aussage herum organisiert haben.“ In seiner Funktion als Talkshowhost spielte er zusammen mit weiteren Medien eine Schlüsselrolle bei der Leugnung des Klimawandels.
Im März 2011 spottete Limbaugh im Zusammenhang mit der japanischen Tsunami-Katastrophe über das in einem Auffanglager für obdachlos gewordene Überschwemmungsopfer praktizierte Abfalltrennungssystem. Dabei mokierte er sich über die seiner Ansicht nach hier vorliegende Ironie des Schicksals, dass die Natur ausgerechnet diejenigen heimgesucht hätte, die sich mit ihrem Abfalltrennverhalten für deren Schutz engagiert hätten.

### LGBTQ
Limbaugh bediente sich immer wieder einer Anti-LGBTQ-Rhetorik. Er sah homosexuelle Sexualpraktiken als unhygienisch an, traf besonders in den 1990er Jahren diskriminierende Aussagen über HIV/AIDS-Opfer und nannte das Virus „Rock Hudsons Krankheit“ sowie „das einzige staatlich geschützte Virus“. Limbaugh behauptete 2007, dass das Virus sich nicht „auf die heterosexuelle Gemeinschaft ausbreitete“ und verteidigte gleichzeitig die Reaktion des damaligen US-Präsidenten Ronald Reagan auf die HIV/AIDS-Epidemie in den 1980ern. Er verbreitete zudem Verschwörungstheorien bezüglich der LGBTQ-Community der USA – etwa als er behauptete, die Obama-Administration wolle lesbische Farmerinnen in den ländlichen Gebieten der USA ansiedeln, damit diese die dortige Vorherrschaft der Republikaner brechen. Mehrmals wurde Limbaugh vorgeworfen, seine homofeindliche Rhetorik habe die Beziehungen zwischen homosexuellen Jugendlichen, die in den 1990er und 2000er Jahren aufwuchsen, und ihren Eltern nachhaltig beschädigt und das Coming Out vieler Jugendlicher erheblich erschwert.
Limbaugh sprach sich für konservative Werte in Hinblick auf Ehe und Familie aus. Er war ein Gegner der Ehe für Alle. Dass der in vierter Ehe verheiratete Limbaugh in der Diskussion um die Anerkennung gleichgeschlechtlicher Partnerschaften in den Vereinigten Staaten Präsident Obama vorwarf, mit seiner Befürwortung der gleichgeschlechtlichen Ehe einen „Krieg gegen die traditionelle Ehe“ zu führen, resultierte in scharfer Kritik an Limbaughs Doppelmoral.

### Barack Obama
2007 bezeichnete er den damaligen Präsidentschaftskandidaten Barack Obama als „magischen Neger“ („Magic Negro“), und sah Obama als Teil einer von ACORN angestachelten Verschwörung, die das Ziel verfolge, schwarzen Jugendlichen beizubringen, Amerika zu hassen.
Limbaugh setzte sich während der US-Präsidentschaftswahl 2008 stark gegen Barack Obama ein und verbreitete falsche Behauptungen, Obama sei nicht in den Vereinigten Staaten geboren worden. Er beschuldigte Obama, seine Hautfarbe zu benutzen, um Kritik an seiner Politik zu verhindern, und sagte, er sei in seinem ersten Amtsjahr nur deshalb erfolgreich gewesen, weil konservative Mitglieder des 111. Kongresses Rassismusvorwürfe fürchteten.
Limbaugh war der Meinung, Obamas Außenpolitik, einschließlich des Abzugs der US-Truppen aus dem Irak, ermöglichte den Aufstieg des Islamischen Staates im Irak und der Levante. Er behauptete auch, dass der Bengasi-Anschlag 2012 von Obama und Hillary Clinton autorisiert wurde und spekulierte, dass die E-Mail-Affäre des 2016 Democratic National Committee Beweise dafür offenbaren würde.
Während der westafrikanischen Ebolafieber-Epidemie machte Limbaugh 2014 Obama für die Ausbreitung der Krankheit in den Vereinigten Staaten verantwortlich und behauptete, er hätte Flugreisen nach Westafrika stoppen sollen.

### Donald Trump

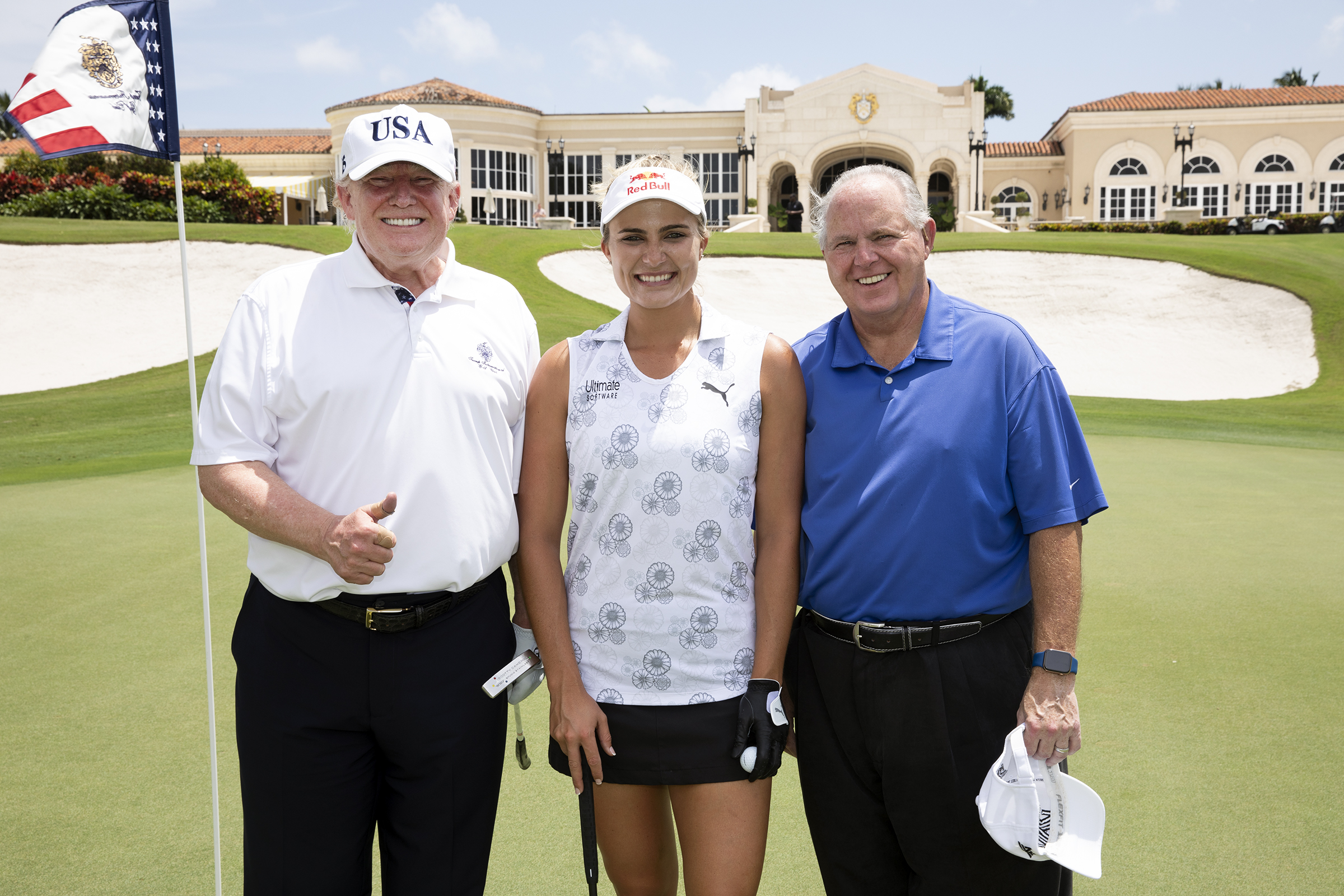
Rush Limbaugh (rechts) mit US-Präsident Donald Trump und Golferin Lexi Thompson am Trump International Golf Club in West Palm Beach (2019)

Limbaugh unterstützte die Kandidatur und die Präsidentschaft von Donald Trump konsequent. Nach der Wahl wurde er Unterstützer von Deep-State-Verschwörungstheorien und behauptete, dass die Vereinigten Staaten in einen „Kalten Krieg“ eingetreten seien, in dem die Demokratische Partei versuche, die Wahlergebnisse unrechtmäßig zu kippen, und dass es Teil eines Trends der Demokraten sei, Wahlen anzufechten und schließlich freie Wahlen in den Vereinigten Staaten ganz zu beseitigen.
Limbaugh wies die Kontroversen über die Verbindungen zwischen Trump-Mitarbeitern und russischen Beamten durchgehend von der Hand. Er behauptete, dass die FBI-Ermittlungen gegen Michael Flynn und Paul Manafort sowie die anschließende Ermittlung des Sonderberaters Robert Mueller von Barack Obama und der Demokratischen Partei inszeniert wurden, um die Legitimität von Trumps Präsidentschaft zu untergraben.

### COVID-19
Zur COVID-19-Pandemie behauptete Limbaugh im Februar 2020, dass das Virus nichts weiter als eine gewöhnliche Erkältung sei und instrumentalisiert werde, um Trump zu stürzen. Die US-Gesundheitsbehörde widersprach und gab an, dass „das Virus, das COVID-19 verursacht, nicht dasselbe ist wie die Coronaviren, die üblicherweise unter Menschen zirkulieren und leichte Krankheiten wie die gewöhnliche Erkältung verursachen.“ Limbaughs Aussage wurde als „höchst unverantwortlich“ bezeichnet.

## Kritik und Kontroversen

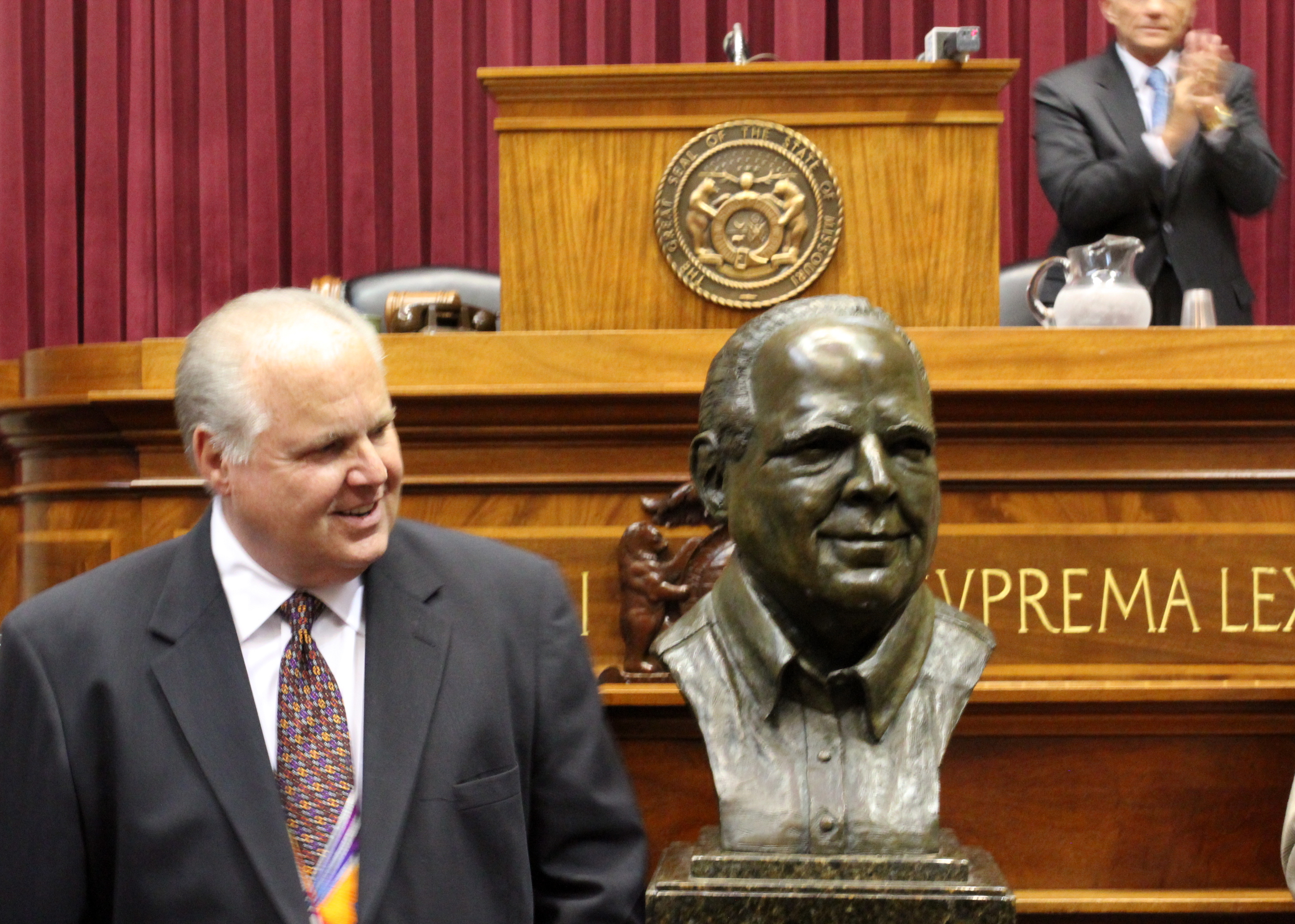
Limbaugh mit einer Büste von sich selbst (2012)

Limbaughs Äußerungen waren oft stark umstritten. So äußerte er sich z. B. zu dem Folterskandal in Abu Ghuraib dahingehend, dass die Behandlung der Iraker durch US-Soldaten auch nicht schlimmer gewesen sei als ein Initiationsritus bei der Studentenverbindung Skulls and Bones. Indem man gegen die amerikanischen Täter vorgehe, würde man Menschen bestrafen und ihr Leben ruinieren, bloß „weil sie sich amüsiert haben“.
2010 forderte er, man solle Julian Assange, den Gründer von Wikileaks, lynchen. Am 14. Oktober 2011 kritisierte er, dass die US-Regierung unter Barack Obama Mittel zur Bekämpfung der terroristischen Lord’s Resistance Army (LRA) in Afrika bereitstellte. Er erklärte in seiner Radioshow: „Lord’s Resistance Army sind Christen. Sie bekämpfen die Muslime im Sudan. Und Obama schickt Truppen, um sie vom Schlachtfeld zu entfernen, was bedeutet, sie zu töten […] So, das ist ein neuer Krieg: Hunderte von Soldaten, um Christen im Sudan und Uganda auszulöschen.“ Später in der gleichen Show, nach einer Pause, ruderte Limbaugh allerdings zurück und sagte: „Stimmt das? Der LRA wird wirklich schlimmes Zeugs vorgeworfen? Kidnappen von Kindern, Folter, Mord, so ein Zeug? Nun, wir haben das erst heute rausgefunden. Wir werden natürlich sorgfältige Recherche betreiben. Nichtsdestoweniger haben wir hunderte Soldaten dorthin geschickt, um diese Jungs zu bekämpfen […] und sie sagen von sich, Christen zu sein.“
Limbaughs Äußerungen über Schwarze standen häufig in der Kritik und werden von vielen Beobachtern als rassistisch eingeschätzt. Darüber hinaus vertrat er in seiner Radioshow die Ansicht, dass die Phantombilder einiger gesuchter Verbrecher dem Bild des schwarzen Politikers und Bürgerrechtlers Jesse Jackson ähnelten, und verglich die schwarzen Spieler der National Football League mit den Bloods und Crips, bloß ohne Waffen. Einem schwarzen Anrufer sagte Limbaugh, der Anrufer solle sich gefälligst erst den „Knochen aus der Nase“ nehmen und dann noch mal anrufen.
Anfang 2012 kritisierte er Sandra Fluke, eine Studentin an der katholischen Georgetown University, weil sie bei einer Anhörung der demokratischen Kongressabgeordneten ausgesagt hatte. Bei dieser Anhörung, bei der es um die Erstattung von Verhütungsmitteln für Frauen durch Krankenkassen ging, hatte Fluke gefordert, Frauen aus armen Bevölkerungsschichten, die sich keine Kondome leisten könnten, staatlich zu unterstützen. Limbaugh, der als Anhänger der Lebensrechtsbewegung („pro-life“) Empfängnisverhütung grundsätzlich ablehnte, warf Fluke daraufhin vor, sie wolle demnach, dass Frauen vom Staat Geld bekommen sollten, um Sex zu haben. Unter anderem bezeichnete er sie dabei als „Prostituierte“, „Schlampe“ und „Feminazi“ und mutmaßte, sie habe so viel Sex, dass sie kaum noch laufen könne. Schließlich forderte er sie auf, Pornovideos von sich ins Internet zu stellen. Eine Reihe von Anzeigenkunden stornierte daraufhin ihre Aufträge. Limbaugh entschuldigte sich später für seine Wortwahl. Fluke, mit der sich auch Präsident Barack Obama solidarisch erklärt hatte, nahm diese Entschuldigung nicht an.
Einige Wochen vor den Präsidentschaftswahlen 2012 erklärte Limbaugh in seiner Sendung, es sei sicher, dass der Republikaner Mitt Romney einen Erdrutschsieg über Obama erringen werde: Die Umfragen, die anderes vorhersagten, seien entweder schlecht gemacht – da zu wenig traditionell republikanisch gesinnte Wähler befragt worden seien – oder schlicht von den liberalen Medien gefälscht worden.
Zum Anschlag auf den Boston-Marathon erklärte Limbaugh: „Ich glaube man sollte nicht verwerfen, dass wir in diesem Land in einem wirtschaftlichen Desaster sind. Es gibt Leute, die einfach nicht mehr weiter wissen. Sie finden keine Arbeit, keinen Job, keinerlei Hoffnung. Das führt zu allerlei Ärger und Chaos.“

## Gemeinnütziges Engagement

### Engagement gegen Leukämie und Lymphdrüsenkrebs
Seit 1990 veranstaltete Limbaugh den jährlichen Spenden-Telethon EIB Cure-a-Thon zum Wohle der Leukemia & Lymphoma Society – einer gemeinnützigen Organisation, die sich der Erforschung von Leukämie und Lymphdrüsenkrebs sowie der Betreuung der Erkrankten und ihrer Angehörigen widmet. Darüber hinaus spendete Limbaugh der Society weitere Summen aus seinem Privatvermögen in der Höhe von 250.000-Dollar jährlich in den Jahren 2003 bis 2006. Im Jahr 2007 spendete Limbaugh der Leukemia & Lymphoma Society 320 000 US-Dollar, eine Summe, die er im darauffolgenden Jahr auf 400 000 US-Dollar erhöhte.

### Engagement für Kinder verstorbener US-Marines und Polizeibeamter
Limbaugh engagierte sich für die Marine Corps–Law Enforcement Foundation, die Kinder von Marines-Soldaten und Polizeibeamten unterstützt, die bei ihrem Einsatz ums Leben kamen.

### Presidential Medal of Freedom
Der US-Präsident Donald Trump verlieh Limbaugh während der traditionellen Rede zur Lage der Nation am 4. Februar 2020 die Presidential Medal of Freedom. Die Auszeichnung nahm Melania Trump während der Rede im Plenarsaal des US-Repräsentantenhauses vor.

## Auszeichnungen

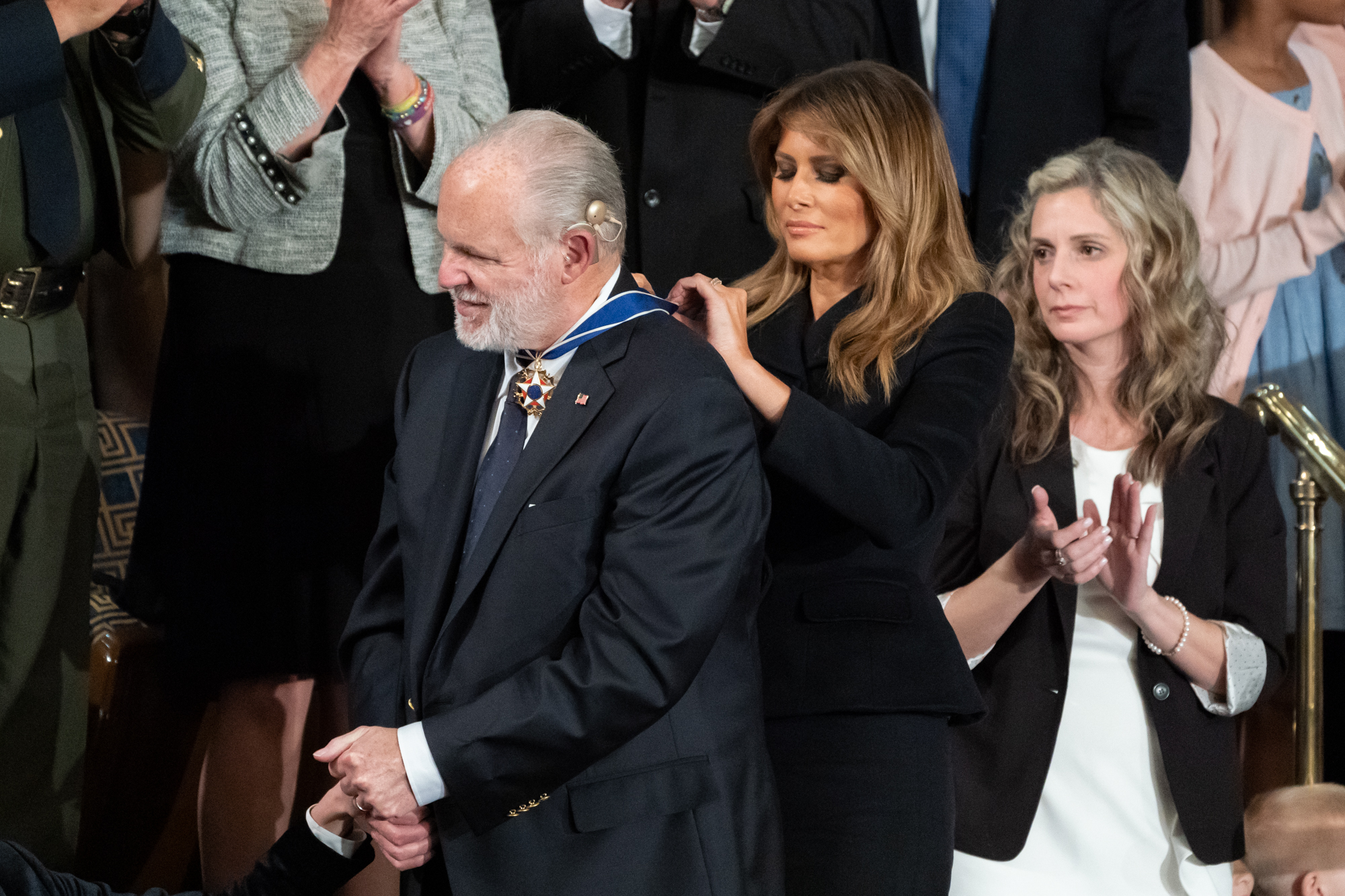
First Lady Melania Trump (Mitte) hängt Limbaugh die Presidential Medal of Freedom um (2020)

- Marconi Radio Award der National Association of Broadcasters in der Kategorie Persönlichkeit des Jahres (1992)
- Aufnahme in die National Radio Hall of Fame (1993)
- Marconi Radio Award der National Association of Broadcasters in der Kategorie Persönlichkeit des Jahres (1995)
- Aufnahme in die NAB Broadcasting Hall of Fame (1998)
- Marconi Radio Award der National Association of Broadcasters in der Kategorie Persönlichkeit des Jahres (2000)
- Marconi Radio Award der National Association of Broadcasters in der Kategorie Persönlichkeit des Jahres (2005)
- Marconi Radio Award der National Association of Broadcasters in der Kategorie Persönlichkeit des Jahres (2014)
- Children’s Choice Book Award des Children’s Book Council in der Kategorie Autor des Jahres für Rush Revere and the Brave Pilgrims: Time-Travel Adventures With Exceptional Americans (2014)[73]
- Presidential Medal of Freedom durch Präsident Donald Trump (2020)[71][72]

## Veröffentlichungen
- The Way Things Ought to Be. Pocket Books, New York 1992, ISBN 0-671-75145-X.
- See, I Told You So. Pocket Books, New York 1993, ISBN 0-671-87120-X.
- Rush Revere and the Brave Pilgrims: Time-Travel Adventures With Exceptional Americans. Threshold Editions, 2013, ISBN 978-1-4767-5586-1.
- Rush Revere and the First Patriots: Time-Travel with Exceptional Americans. Threshold Editions, 2014, ISBN 978-1-4767-5588-5.
- Rush Revere and the American Revolution: Time-Travel Adventures With Exceptional Americans. Threshold Editions, 2014, ISBN 978-1-4767-8987-3.
- Rush Revere and the Star-Spangled Banner: Time-Travel Adventures With Exceptional Americans. Threshold Editions, 2015, ISBN 978-1-4767-8988-0.
- Rush Revere and the Presidency: Time-Travel Adventures With Exceptional Americans. Threshold Editions, 2016, ISBN 978-1-5011-5689-2.

## Trivia
- Rush Limbaugh spielte einen der Hauptakteure in einer Folge der TV-Serie 'Family Guy'. Er synchronisierte sich selbst. Staffel 9, Folge 3
- Das Buch Rush Limbaugh Is a Big Fat Idiot and Other Observations ISBN 0-385-31474-4 (dt.: Rush Limbaugh ist ein großer fetter Idiot und andere Beobachtungen), das 1996 von Al Franken herausgebracht wurde, war ein Bestseller in den USA.[74]